# بدیع‌الحکما

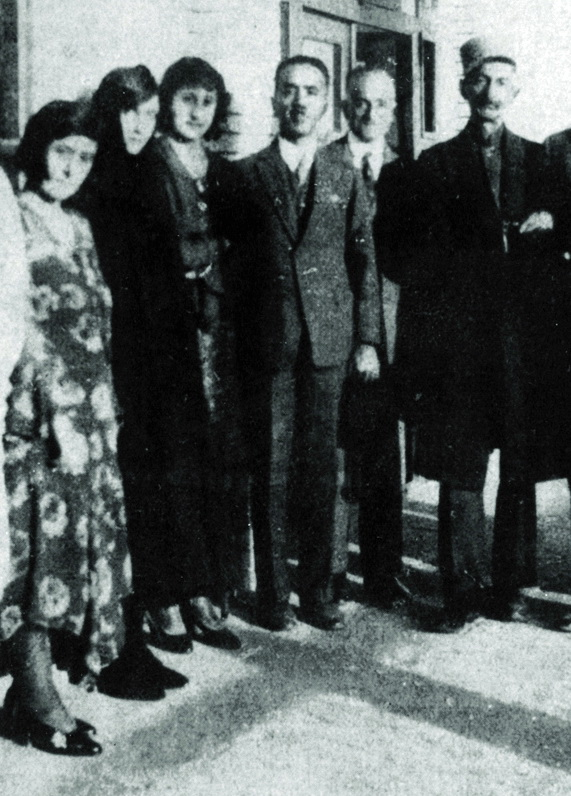
از راست: عارف قزوینی، بدیع‌الحکما، جلال‌الدین کیهان (جنرال کنسول ایران در بمبئی)، مریم بدیع (دختر بدیع‌الحکما)، ناشناس، مُنور بدیع (همسر بدیع‌الحکما).تصویر در خانهٔ بدیع‌الحکما در خیابان بین‌النهرین همدان، ۱۳۱۱ ه‍‍.خ.

میرزا مهدی‌خان بدیع‌الحکما (درگذشتهٔ ۱۲ آبان ۱۳۳۷ ه‍.خ در همدان) پزشک ایرانی بود.

## زندگینامه
بدیع‌الحکما تبار یهودی داشت. بدیع‌الحکما یک برادر به نام میرزا یعقوب‌خان داشت. وی در همدان می‌زیست و دورهٔ تخصص پزشکی داخلی را در بیمارستان آمریکایی همدان گذراند.
از سال ۱۲۹۵ تا ۱۲۹۸ ه‍.خ وی رئیس «صحیّه» (بهداری) نظمیهٔ همدان بود. سپس مسؤول شد که یک بیمارستان دولتی در همدان بسازد که تا مدتی خودش رئیس آن بود. در سال ۱۳۱۸ ه‍.ق به عنوان پزشک به وزارت راه منتقل شد و تا سال ۱۳۳۷ که درگذشت، مطبش در خیابان بین‌النهرین همدان دایر بود.
بدیع‌الحکما پیگیری برقراری آب لوله‌کشی در همدان بود. بدیع‌الحکما در سال ۱۳۳۷ بیمار شد و بستگانش وی را به تهران بردند اما مداوا بی‌ثمر بود و ۱۲ آبان همان سال درگذشت. علی رغم میل خودش که می‌خواست در همدان دفن شود، وی را در مسگرآباد تهران به خاک سپردند.

## رابطه با عارف قزوینی
عارف قزوینی و بدیع‌الحکما با هم رابطهٔ دوستی داشتند. زمانی که عارف از راه بروجرد به همدان آمد و بیمار هم بود، مدتی را نزد بدیع‌الحکما سپری کرد. بدیع‌الحکما در نزدیکی دره مرادبیگ باغی داشت با وسعت حدود ۶۰٬۰۰۰ متر که در آن بنایی به سبک قاجاری ساخته بود. وی برای عارف قزوینی هم در همین باغ مکانی تهیه کرده بود، و بعداً هم در نزدیکی خانه و مطب خودش در خیابان بین‌النهرین، خانه‌ای برای عارف اجاره کرد.

## زندگی شخصی
بدیع‌الحکما چند فرزند داشت. بزرگترین فرزندش و تنها دخترش، مریم بدیع، اوایل انقلاب اسلامی ایران از ایران رفت و ساکن پاریس شد. همسر وی فرج‌الله ارفع نام داشت که در همدان دندانپزشک بود و حوالی سال ۱۳۶۸ تا ۱۳۶۹ در پاریس درگذشت. این دو فرزندی به نام فرخ داشتند که مهندس عمران بود و رشتهٔ تاریخ نیز خوانده بود و ساکن لندن بود.
چهار فرزند دیگر بدیع‌الحکما همگی پسر بودند. منصور بدیع پزشک سفارت ایران در پاریس بود و فرزندی به نام بهزاد داشت که در دانشگاه لوزان تدریس می‌کرد. ناصر بدیع معاون وزارت آبادانی و مسکن بود و در تهران زندگی می‌کرد و دو فرزند داشت: فرهاد که در دانشگاه امام صادق تحصیل کرد، و کامبیز که در رشتهٔ الکترونیک در ژاپن تحصیل کرد. محمود بدیع عضو سازمان برنامه و بودجه کشور بود و در تهران درگذشت و دو فرزند داشت، یکی بهرام که کارشناس پتروشیمی بود و یکی بهروز که کاردانی اقتصاد داشت، و هر دو ساکن امریکا بودند. امیرمهدی بدیع (۱۲۹۴ تا ۱۳۷۳) تاریخ‌شناس، نویسنده و پژوهشگر بود که از نوجوانی برای تحصیل به پاریس رفت و سپس به زوریخ رفت و تا پایان عمرش در سوئیس زندگی کرد.